# テネシー明治学院高等部
テネシー明治学院高等部（テネシーめいじがくいんこうとうぶ、英語: Tennessee Meiji Gakuin High School, TMG）は、かつてアメリカ合衆国テネシー州スイートウォーターに存在した、日本人向けの全寮制教育機関である。同国における初めての在外日本人高校、私立在外教育施設として学校法人明治学院（東京都港区）が運営していたが、2007年3月をもって閉校となった。

## 概要

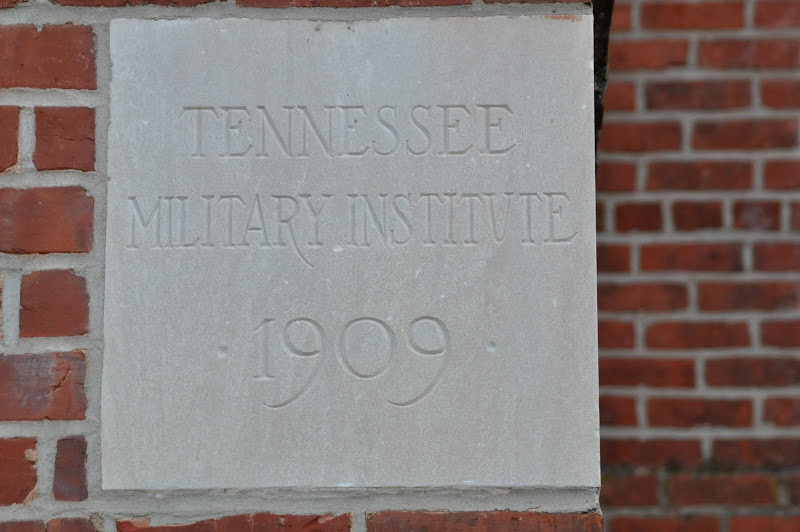
テネシー軍事学校の礎石。同校の校舎は後にテネシー明治学院高等部に使われた。

学校施設は、1874年にサザン鉄道沿線のこの地に開校し、1988年に閉鎖されたプレパラトリー・スクール、テネシー軍事学校（TMI）のものが使われていた。明治学院大学は1988年夏に240万米ドルで校舎を購入、200万米ドルで改修工事を行った。開校の目的は米国在住の日本人子弟でも日本風の教育を受けられるようにして、帰国後に日本の大学に入学しやすくするためであった。学院は1989年5月11日に開校した。開校の予定日は4月20日であったが、アメリカ合衆国移民帰化局の事務処理の遅れにより延期された。
1989年、スイートウォーター市長ジョージ・カンスラー（George Cansler）は開校が経済発展につながり、市民も料金を支払うことで校舎の施設を使えるため、コミュニティは開校に関しておおむね好意的に受け入れたと述べた。開校の1週間前、学院は一般公開日を行い、200人が参加した。一般公開日では日本とテネシー州の象徴として茶会とカントリーミュージックの演出が行われた。
1989年5月23日夜、十字架燃やしが行われ、大きさ6.5フィートの木製十字架が校門に置かれて火をつけられた。十字架燃やしは白人至上主義者が少数民族を侮辱するために行われており、スイートウォーターのジム・バーリス警察部長（Jim Burris）とマイク・ジェンキンス（Mike Jenkins）警察署長がこの出来事について公的に謝罪した。なお、学院の生徒は十字架燃やしの文化象徴について知らなかったという。
学院は主として、米国に勤務する日本人駐在員の子女や、日本からの留学生の受け入れ先として運営された。日本人在校生は、ホストファミリー宅に寄宿したり、教会に通うなど、田舎町である現地においてはコミュニティの重要な一部を占めていたという。

## 廃校

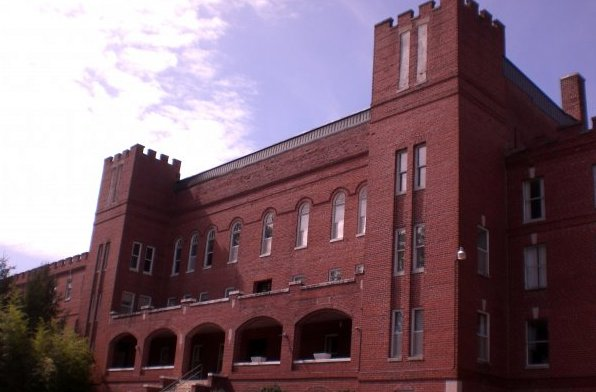
1909年に建造された校舎。2009年撮影。

日本でバブル経済が崩壊すると生徒数が減少傾向となり、さらに2001年のアメリカ同時多発テロ事件以降には渡米を控える傾向も強まったため、日本人生徒の確保が困難となった。その結果、テネシー明治学院は2007年3月31日 をもって閉鎖された。
閉校に際しては明治学院は学校施設の売却や運営希望者への委託というかたちでの学校存続も検討したものの適わず、生徒の父兄、地元住民などから反対の声も多く上がった。
閉校式は2007年3月10日に行われた。廃校前年の2006年秋の時点において、在校生は3年生のみ、わずか26名に減少していた。

## 校舎
校舎はテネシー州スイートウォーター、グレート・スモーキー山脈のふもとに位置する。ノックスビルからの距離は40マイルである。
学院の校舎は建物14棟を有し、面積は144エーカーである。元テネシー軍事学校の校舎である。明治学院は校舎を購入した後、当時の建物13棟を改装した。校舎をスイートウォーターに置いたのは経営費が低いことと、日本の会社の事務所が近くにあるためだった。1991年に新男子寮、教員室と図書館が完成、1995年には新女子寮が完成した。
閉校の後、校舎は売りに出された。2010年以前、スイートウォーター持続可能性協会は購入を申し入れたが、その間にもエアロフレックスUSAが50万米ドルという値段を提示した。協会の秘書トリシア・ベーア（Tricia Baehr）は「私は個人的には日本人が建物を保存したいと感じている。彼らは土地を分割や小分けしたりしたくない。」と述べた。2011年、校舎は無料でスイートウォーター持続可能性協会に贈与された。建設から101年も経過した建物は状態が悪化してカビも生えており、身体障害者のアクセスも整備されていなかった。しかし、ベーアは全ての建物が保存されると述べた。
校舎は後に健康や有機農法などを教える非営利の地域教育施設として使用された。一方、この144エーカーの敷地面積と多数の建物を持つ歴史ある教育の場の資産価値は約860万ドルとされていたが、これらの土地・建物が、地元との協議や合意がないまま実態不明の業者に譲渡されてしまったことについては、スイートウォーター市や地元コミュニティからの不安や不満の声があがっていた。また、2012年頃から2014年1月まで、校舎の所有権をめぐる裁判が起こされていた。

## 学院の運営
学院は日本人学生もアメリカ人学生も受け入れていた。しかし、終盤になると入学する生徒は日本人しか見られなかった。
1989年時点での資料によると、明治学院大学に進学したい卒業生は明治学院が運営する日本の高校卒業生と同じように扱われた。また、学院の卒業生は日本とアメリカの大学への進学を選べた。
年間の授業日は230日であり、始業は4月で終業は3月だった。授業は月曜から土曜だったが、土曜の授業は教室の外で行われた.。一方、近くの学校では年間の授業日は180日であり、授業は月曜から金曜までだった。また、毎日の授業時間は学院の方が1時間長かった。
学校はスイートウォーター周辺から12人を雇用することを予定した。現地の常勤従業員は8人でうち2人は料理人だった。
旅行などで一定期間学院から離れる生徒は学生寮からチェックアウトする必要があった。

### 授業料
1989年時点では授業料が12,000米ドルで登録費用が2,000米ドルだった。学生寮の費用は年間4,000ドルだった。また、学校建物などの使用料として1,000ドルを徴収した。1992年時点の授業料は19,000米ドルに上がり、Choong Soon Kimによると、テネシー州で働く日本会社の中間管理層には支払えないほどの高さになったという。
1994年時点の授業料は13,200ドルだった。さらに給食費が5,000ドル、入学料3,000ドル、施設費が1,500ドルだった。また、日本出身でない家族には2割引きを与えた。

## 課程
時間割は1コマ75分であり、月曜から金曜まで英語、美術、健康と体育、歴史、日本語、算数、宗教、科学を教えた。外国語としての英語、美術、体育以外 の授業は日本語で行われた。
テネシー大学学長ラマー・アレクサンダー（Lamar Alexander）は1989年の開校式でテネシー明治学院高等部が採用した日本の教育制度はアメリカの学校が採用した制度よりも優れていると述べた。彼は当時高名な公立学校であるメアリーヴィルのメアリーヴィル高校と日本の教育制度を比較して、科目の数が同じなのに日本の授業のほうが難しいと述べた。また、学院のほうが年間授業日の日数が上であり、授業が毎週6日間であること（アメリカでは毎週5日間）、宿題の量がメアリーヴィルのそれの3倍あったことにも言及した。
学院の校長は1994年に学院が生徒を日本の主要な大学に進学させることについて「やや成功した」と述べた。

## 教師
日本政府は英語教師を含む全ての教師が日本国籍であることを規定、1989年の開校時には校長がこの規定を「ばかげている」としてこき下ろした。当時の計画では教師を22から23人雇用する予定だった。
それにより、教師の大半は、日本国籍の先生であったが、英語や体育などの教師は現地の教師を採用していた。また、各寮の監守は現地の人を採用していた。

## 生徒
学校は1989年時点の計画通りに1学年69人の体制をとり、3学年合計で207人となる。
開校時点の学生数は24人（男子13人、女子11人）で、うち1人は家族がアメリカに住んでいた。1992年春には109人に増え、うち70人は日本国民であった。両親がアメリカに出向していなかったにもかかわらず学院に入学した。アメリカの住民であった生徒のうち、11人がニューイングランドに、9人が中西部に、6人が南部に住んでいた（うち2人はテネシー州在住）。
1994年には学生の約3分の2が日本国籍で日本在住であり、約3分の1が日本国籍で日本以外に在住した。日本以外に在住した学生のうち、一部はアメリカ（ミシガン州、ニュージャージー州、ニューヨーク州、オハイオ州など）に住んでいた。家族がカナダ、メキシコ、南米に住んでいた生徒もいた。
1997年に卒業した学級は194人おり、最後の学級は2007年に卒業した26人だった。
日本在住の学生が入学したのはアメリカの文化と英語を学ぶためであった。
学院の生徒は週末に現地の家族によくホームステイした。
また、毎週日曜日には、近くの教会に行き、地域との交流を行なっていた生徒も多く見られた。

## 著名な出身者
- 里見治紀（セガサミーホールディングス代表取締役社長グループCEO）
- 本多章一（俳優）